# Borgo Propizio
Borgo Propizio è un romanzo della scrittrice Loredana Limone, pubblicato nel 2012. Ottiene una menzione speciale nel 2012 al premio Fellini di Como.

## Trama

### Novità in paese
Belinda dopo una serie di esperienze lavorative non positive come responsabile marketing di grandi aziende decide di dedicarsi alla sua grande passione: il latte. Acquista un locale in disuso in un paese in collina, Borgo Propizio, situato ad una ventina di chilometri dalla sua città, per aprire una latteria. Il locale destinato alla nuova attività è da tempo in disuso ed era appartenuto ad un ciabattino. Una leggenda parla della presenza di un fantasma in paese. Si dice anche che i precedenti proprietari che avevano rilevato il negozio prima di Belinda avessero dovuto chiudere proprio per il fantasma.
Il padre di Belinda, Cesare, un avvocato in crisi con la moglie, decide di appoggiare l'iniziativa della figlia e incarica Ruggero, un muratore che aveva difeso anni prima con successo, di sistemare il negozio e l'appartamento soprastante. Ruggero è un muratore tuttofare anomalo per la sua professione, dotato di una certa cultura e di una grande intraprendenza. 
Borgo Propizio era caduto in letargo seguendo il destino di molti altri borghi della provincia italiana. La novità portata dalla nuova attività ha prodotto un fermento destinato a rianimarlo. Il microcosmo del paese è abitato da una varia umanità. Ornella, che la madre ha spinto a sposare un medico carriera. La ragazza aveva accettato le pressioni della madre per ritrovarsi con un marito violento, che aveva lasciato tornando al paese. Gemma, la collega del Comune, con lo strabismo di Venere, Dora, Osvaldo, l’addetto alle informazioni e alla distribuzione dei moduli del comune e gran fumatore.
E poi due sorelle di mezza età, Mariolina e Marietta, che vivono assieme senza avere mai avuto un fidanzato. Hanno avuto una vita difficile: dopo essere state abbandonate dal padre hanno sacrificato la loro vita per curare la madre che si è ammalata dopo la fuga del marito. Mariolina lavora in comune, mentre la seconda, più giovane, è un artista dell'uncinetto e mette a disposizione la sua arte ai committenti del paese.
Cesare è disperato perché la moglie Claudia, di cui è perdutamente innamorato e con cui sta assieme dai tempi della scuola. Claudia ha deciso di lasciare la famiglia delusa perché il loro amore si era andato via via affievolendo assorbito dagli impegni di lavoro di Cesare. Claudia si è concessa una vacanza al mare, dove si invaghisce di Romeo, un animatore del villaggio.

### Ruggero e Mariolina
Nel frattempo Ruggero prosegue nei lavori di ristrutturazione. Un giorno trova per caso all'interno di un tacco di una scarpa abbandonata un anello e quella che sembra essere una mappa. 
Un giorno Ruggero rientrando dal lavoro urta con il suo furgone Mariolina facendola cadere a terra. Si offre di accompagnarla per una visita di controllo in ospedale. Ruggero si innamora subito di Mariolina e inizia un appassionato corteggiamento. La donna ricambia con entusiasmo l'amore contenta che finalmente la vita le stia offrendo una ricompensa per tutti gli stenti che ha vissuto. La frequentazione scatena ovviamente i pettegolezzi della gente del paese. Ruggero vede in Mariolina la donna che potrebbe dargli la sicurezza che sta cercando, gestendo la casa e sostenendolo nel lavoro oltre che occupandosi dei vecchi genitori. Allo stesso tempo però Ruggero mostra tutto il suo lato romantico declamando il suo amore con poesie e continui gesti di cortesia. Il loro amore è travolgente, e finalmente Mariolina perde la sua verginità.
Mariolina conosce i due vecchi genitori di Ruggero e li conquista. È una sorpresa dato che i genitori avevano allontanato ogni donna che Ruggero aveva presentato loro.
I lavori nel negozio sono quasi conclusi ma Ruggero si accorge che manca la scatola di piastrelle con la decorazione finale che Belinda aveva disegnato personalmente. Preoccupato e amareggiato si reca da Cesare per scusarsi sostenendo a suo dire che la scomparsa dovesse essere attribuita al fantasma. Ruggero è colpito da una colica e deve essere accompagnato in ospedale. Belinda si offre di salire a Borgo Propizio per chiedere a Mariolina di raggiungere Ruggero. Tranquillizzata Mariolina sulla salute dell'amato, le due donne ne approfittano per scambiarsi le loro esperienze.
Cesare si rende conto di stare per perdere Claudia e chiede aiuto alla figlia. Belinda decide di coinvolgere la zia Letizia di cui Claudia ha una venerazione. Decidono di fingere che la zia abbia una gamba rotta in modo che la stessa possa rimanere in casa dei due coniugi per un intero mese. Claudia si rende conto che la storia con Romeo non può funzionare e decide di tornare a casa per accudire la zia. Cesare ce la mette tutta con l'aiuto di Belinda e Letizia per riconquistare la moglie.

### L'anello rubato
Ruggero regala l'anello che ha trovato come pegno di fidanzamento alla amata. Colpite dalla bellezza del gioiello, Mariolina e Marietta fanno valutare l'anello da un gioielliere in città. Questi dopo averlo esaminato con cura inizia ad urlare e le scaccia dal negozio in malo modo minacciando di denunciarle. Mariolina è mortificata e al telefono si scaglia contro Ruggero dicendo di non volerlo più vedere. Quando tutto si chiarisce Ruggero ritorna l'anello a Cesare raccontandogli con frasi farneticanti quanto era successo a Mariolina.
A sua volta Cesare porta l'anello ad un amico, un maresciallo dei carabinieri. Il maresciallo riconosce il gioiello che era stato rubato sessant'anni prima al museo dei diamanti di Amsterdam. Un caso che era arrivato a scuotere gli ambienti più elevati del paese. 
La stessa notte il maresciallo mentre è a letto sente dei rumori e vede dalla finestra la figlia quindicenne uscire di casa e salire in una macchina. Decide di seguire i due amanti che lo portano tra le vigne di Borgo Propizio. Mentre insegue i due ragazzi inciampa in una zolla sotto la quale miracolosamente trova il resto della refurtiva.

### Epilogo
Ruggero prepara le nozze con Mariolina. Cesare sarà il suo testimone mentre il rinfresco si terrà presso la latteria. Il giorno delle nozze un ragazzo consegna un enorme mazzo di fiori che le due sorelle scoprono con sgomento essere stato inviato dal padre.
Si avvicina anche il momento dell'inaugurazione della latteria. La zia Letizia, grande fan di Gianni Morandi, suggerisce il nome del locale: Fatti mandare dalla mamma. 
L'inaugurazione è un successo e grazie all'intraprendenza di Belinda il nuovo locale produce una scossa che dà il via alla rinascita del paese.
Tutti i protagonisti trovano una nuova dimensione. Cesare riconquista l'amore di Claudia, mentre Belinda diventa il punto di riferimento della vita sociale del paese. Letizia si trasferisce a Borgo Propizio per aiutare Belinda occupandosi delle torte. Marietta apre un bed & breakfast nella grande casa e, grazie al successo dei suoi costumi da bagno all'uncinetto, rileva il cinquanta per cento di "Fili fatati dal 1888", il negozio per cui produce i suoi modelli. Ornella, ottenuto un congruo mantenimento dall’ex marito, avvia un'attività di consulenza per la vita di coppia.
Mariolina scopre gli alti e bassi della vita coniugale, e solo grazie all’atavico bisogno di una famiglia rinuncia a mandare tutti a quel paese. Ruggero da parte sua, appagato dal matrimonio e sostenuto dalla moglie, avvia una serie di attività edilizie di successo.